# Лицо Фу Манчу
«Лицо Фу Манчу» (англ. The Face of Fu Manchu) — фантастический британско-немецкий триллер 1965 года о Фу Манчу по роману Сакса Ромера.

## Сюжет
Страшные убийства, происходящие в Лондоне, привлекают внимание полицейского Найленда Смита. Судя по почерку преступлений, это дело рук загадочного Фу Манчу. Преступника казнили несколько лет назад, но он не умер, а живёт в тайном убежище под Темзой. Используя мак, найденный в Тибете, Фу Манчу с помощью похищенных учёных собирается изготовить раствор, несколько капель которого могут убить тысячи людей, чтобы заставить мир заплатить за свои ошибки.

## В ролях
| Актёр                    | Роль              |
| ------------------------ | ----------------- |
| Кристофер Ли             | Фу Манчу          |
| Найджел Грин             | Нейланд Смит      |
| Йоахим Фуксбергер        | Карл Яннсен       |
| Карин Дор                | Мария Мюллер      |
| Джеймс Робертсон Джастис | сэр Чарльз        |
| Говард Мэрион-Кроуфорд   | доктор Петри      |
| Тсаи Чин                 | Лин Тан           |
| Вальтер Рилл             | профессор Мюллер  |
| Гарри Броган             | профессор Гаскелл |
| Франческа Ту             | Лотос             |

## Ссылка
- «Лицо Фу Манчу» (англ.) на сайте Internet Movie Database
- 90836 Лицо Фу Манчу (англ.) на сайте AllMovie